# Șceaslîvka, Novoukraiinka
Șceaslîvka (în ucraineană Щасливка) este un sat în comuna Furmanivka din raionul Novoukraiinka, regiunea Kirovohrad, Ucraina.

## Demografie
Componența lingvistică a localității Șceaslîvka
     Ucraineană (95,45%)
     Română (4,55%)
Conform recensământului din 2001, majoritatea populației localității Șceaslîvka era vorbitoare de ucraineană (95,45%), existând în minoritate și vorbitori de română (4,55%).